# Armoire de fer

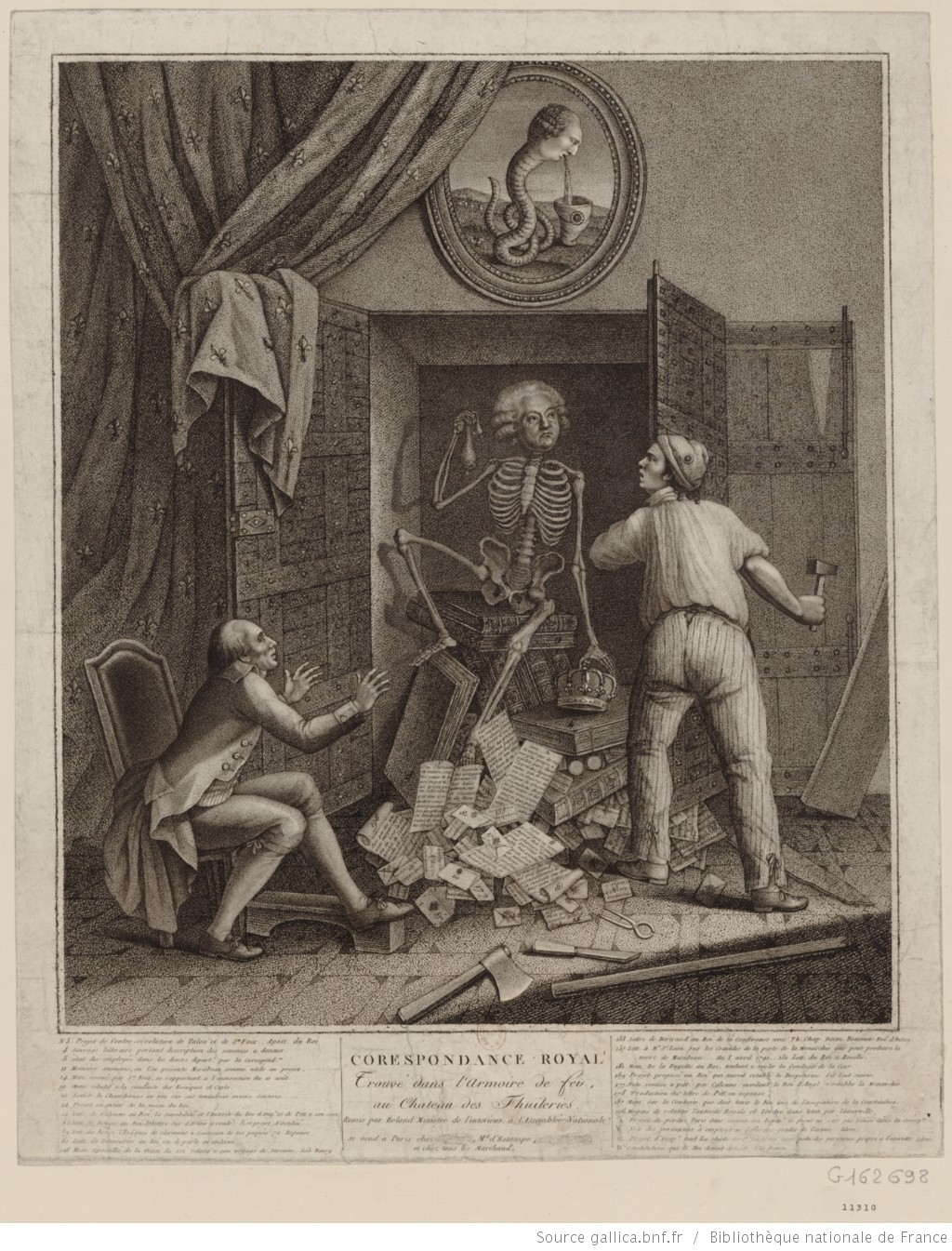
Karikatura zobrazující kostru Mirabeaua vystupující ze železné skříně.

Armoire de fer (tj. Železná skříň) je ve francouzských dějinách označení pro tajný trezor ukrytý ve zdi za otočným panelem v apartmánech Ludvíka XVI. v paláci Tuileries. Jeho existenci veřejně oznámil 20. listopadu 1792 girondistický ministr vnitra Roland de la Platiére, kterého o tom informoval řemeslník, který trezor vyrobil, zámečník jménem François Gamain.

## Historie
Účelem tohoto trezoru bylo ukrýt korespondenci Ludvíka XVI. mj. s Mirabeauem, okultním rádcem panovníka Maximilienem Radixem de Sainte-Foix, královskými bankéři Josephem Durueym a Jeanem-Louisem Tourteau de Septeuil, clermonským biskupem Françoisem de Bonal aj. Po tomto nálezu byly ostatky Mirabeaua odstraněny z Pantheonu. Většinu dokumentů tvoří korespondence ministrů Ludvíka XVI. (Montmorin, Valdec de Lessart, Bertrand de Molleville, hrabě z Narbonne, Cahier de Gerville, Dumouriez atd.), úřední korespondence mezi panovníkem a jeho radou. Další dopisy se týkají také téměř všech aktérů Francouzské revoluce, ať už generála Santerra nebo La Fayetta, Antoina de Rivarola nebo Talleyranda. Dalšími dokumenty jsou zprávy týkající se korupční činnosti prováděné agenty ministrů pod vedením Collenota d'Angremonta a Arnauda de Laporte ve dnech po útoku na Tuilerijský palác 10. srpna 1792. Tito dva byli jedni z prvních, kteří byli gilotinováni z politických důvodů. Jiné dokumenty byly jednoduše získány jiným způsobem (například prohlášení strážců, která byla zveřejněna Národním shromážděním).
Všechny tyto dokumenty, navzdory pravděpodobným mezerám, pomohly prokázat ustavení paralelní diplomacie a policie u  poradců a ministrů, alespoň těch, kterým Ludvík XVI. důvěřoval. Především byla odhalena existence rozsáhlé korupční sítě, kterou vytvořil a strukturoval již v roce 1791 ministr Montmorin, aby ovlivňoval lidové vůdce nebo klubové řečníky, jako byli Antoine Joseph Santerre nebo François Desfieux. Byly dokonce učiněny pokusy získat poslance Zákonodárného shromáždění, zvláště když se 20. června 1792 projednával dekret o propadnutí věci.
Po útoku na Tuilerijský palác 10. srpna 1792 byly osobní doklady Ludvíka XVI. a Marie-Antoinetty svěřeny členům jejich doprovodu. První královnina služebná Henriette Campanová ve svých později zveřejněných pamětech uvedla, že od královny obdržela svazek důležitých dokumentů, které měl převzít čestný královský sekretář Georges Gougenot de Croissy (1721–1796). Další dokumenty, dopisy a korespondence byly údajně uloženy na bezpečné místo nebo zničeny. Ale největší zkázu lze připsat těm, kteří byli kompromitováni okultními rádci Ludvíka XVI. Ministr vnitra Roland nechal zmizet vše, co se týkalo jeho kolegy Dantona. Dne 20. listopadu 1792 Jean-Marie Roland uložil tento archiv, alespoň to, co z nich zbylo, do kanceláře Národního shromáždění.

## Nejasnosti
Několik kontroverzí vyvstalo při využití dokumentů ze železné skříně při přípravě procesu s Ludvíkem XVI.
Ministr Roland de la Platière neměl čas přečíst všechny nalezené dokumenty. Architekt Jean-François Heurtier, kterému zámečník François Gamain prozradil existenci trezoru, potvrdil, že neztratil z dohledu listiny od okamžiku, kdy byly objeveny, až do chvíle, kdy je ministr přenesl do Konventu.
Podle ministrových odpůrců Roland již dříve roztřídil nalezené papíry, odstranil některé dokumenty týkající se jeho přátel nebo přidal další písemnosti objevené jinde v paláci. Madame Campanová navíc ve svých pamětech potvrdila, že královna vyzvala krále, aby ve skříni nic nenechal, a král, aby ji uklidnil, jí řekl, že tam nic nezůstalo.

## Publikování
Po této aféře byl 6. prosince 1792 vydán dekret o roztřídění písemností a dokumentů, které pocházely z paláce Tuileries. Národní konvent vydal v prosinci 1792 a lednu 1793 příkaz, aby národní tiskárna vydala všechny listiny z Tuileries, včetně těch ze železné skříně.